# Martin Schiller (Basketballtrainer)
Martin Christian Schiller (* 8. März 1982 in Wien) ist ein österreichischer Basketballtrainer.

## Karriere
Schiller ist der Sohn eines österreichischen Vaters sowie einer britischen Mutter und wurde in Wien geboren. Er verfügt über die österreichische, aber nicht die britische Staatsangehörigkeit, Schiller bezeichnet sich selbst als österreichisch-britisch. Mit Beginn des Schulalters kam er nach Hamburg (Deutschland). Er wuchs ab dem zehnten Lebensjahr in Aumühle bei Hamburg auf. Er spielte Fußball (als Torwart) und Tennis sowie dann Basketball in Reinbek, anschließend beim Hamburger Verein TSG Bergedorf und war Kapitän der TSG-Mannschaft, die im Jahr 2000 unter der Leitung von Boris Schmidt als Trainer den dritten Platz bei der deutschen A-Jugend-Meisterschaft erreichte. Nach dem Abitur nahm er ein Studium an der Deutschen Sporthochschule in Köln auf, das er 2005 als Diplom-Sportökonom abschloss. Während seiner Studienzeit war er als Trainer in der Jugend von RheinEnergie Köln sowie als Co-Trainer des Zweitligisten Düsseldorf Magics tätig.
Zwischen 2005 und 2007 arbeitete Schiller in verschiedenen Funktionen für die TSG Bergedorf, unter anderem als Trainer, Manager und Jugendleiter. Im August 2007 ging er zu WBC Wels, wo er ebenfalls die Nachwuchsabteilung anführte und zusätzlich Assistenztrainer der Bundesliga-Mannschaft unter Cheftrainer Raoul Korner war. Nach drei Jahren in Österreich kehrte Schiller nach Deutschland zurück und übernahm das Amt des Co-Trainers beim Bundesligisten Artland Dragons im niedersächsischen Quakenbrück. Ab Sommer 2015 gehörte er unter Chris Fleming als Trainerassistent zum Stab der deutschen A-Nationalmannschaft und verantwortete dort die Bereiche Gegnersichtung und Videoarbeit. Er war bis 2019 insgesamt in vier Sommern (erst unter Fleming, dann unter Henrik Rödl) bei der deutschen Nationalmannschaft tätig.
Von 2015 bis 2017 arbeitete er als Assistent von Cheftrainer John Patrick für den Bundesligaverein MHP Riesen Ludwigsburg.
Im August 2017 übernahm er das Traineramt bei den Salt Lake City Stars in der nordamerikanischen NBA Gatorade League (NBA G-League). Schiller bezeichnete den Schritt als „brutal“, da er fortan als Cheftrainer tätig war, er in Salt Lake City zunächst ein schwach besetztes Aufgebot zur Verfügung sowie es mit einer anderen Kultur und einem Basketballstil als in seiner vorherigen Arbeit zu tun hatte. Der Kontakt nach Salt Lake City war über den US-Amerikaner Alex Jensen zustande gekommen, mit dem Schiller zeitweise im Trainerstab der deutschen Nationalmannschaft zusammengearbeitet hatte. In seiner ersten Saison misslang Schiller mit seiner Mannschaft der Auftakt, die die ersten sieben Spiele verlor und nach 24 Partien nur drei Siege aufwies. In der Saison 2019/20 wurde er als Trainer des Jahres der NBA G-League ausgezeichnet, nachdem die Mannschaft unter seiner Leitung zuvor 30 Saisonspiele gewonnen und zwölf verloren hatte und damit die beste Bilanz der Western Conference aufwies. Zwischen Mitte November 2019 und Ende Dezember 2019 blieb Salt Lake City unter seiner Leitung in 14 Spielen in Folge ungeschlagen. Mit 106,1 zugelassenen Punkten je Begegnung lag seine Mannschaft in dieser statistischen Wertung ligaweit auf dem zweiten Rang. Im Sommer 2020 unterzeichnete er einen Vertrag als Cheftrainer der litauischen Spitzenmannschaft Žalgiris Kaunas (auch Euroleague-Teilnehmer). In seiner ersten Saison gewann er mit Žalgiris den litauischen Pokalwettbewerb und die Meisterschaft. Im Oktober 2021 kam es zwischen Schiller und Žalgiris zur Trennung, nachdem die Mannschaft die ersten beiden EuroLeague-Spiele der Saison 2021/22 verloren hatte. In der litauischen Liga hatte Schiller Žalgiris zu Saisonbeginn zu vier Siegen in Folge geführt.
Ende Juni 2022 gab Casademont Zaragoza aus der spanischen Liga ACB Schillers Verpflichtung bekannt. Seine Amtszeit dauerte nur bis zum 18. Oktober 2022, als der Verein die Trennung vermeldete. Die Mannschaft hatte unter Schillers Leitung die ersten vier Saisonspiele in der Liga ACB verloren. Unmittelbar nach der Trennung trat Zaragozas Sportlicher Leiter Toni Muedra von seinem Amt zurück.
Im April 2024 wurde Schiller als neuer Trainer des Bundesligisten SC Rasta Vechta mit Dienstantritt im Sommer desselben Jahres vermeldet. Er übernahm im selben Jahr das Amt des Cheftrainers der deutschen U20-Nationalmannschaft. Im April 2025 wurde Schillers Rückkehr nach Salt Lake City bekannt, um dort mit dem Beginn der Saison 2025/26 einer der Assistenten von Alex Jensen an der University of Utah zu werden.